# NGC 3175
NGC 3175 ist eine Balken-Spiralgalaxie mit ausgedehnten Sternentstehungsgebieten vom Hubble-Typ SBab im Sternbild Antlia am Südsternhimmel. Sie ist rund 39 Millionen Lichtjahre von der Milchstraße entfernt und hat einen Durchmesser von etwa 70.000 Lichtjahren.

Gemeinsam mit NGC 3113, NGC 3125, NGC 3137 und ESO 499-37 bildet sie die kleine NGC 3175-Gruppe.
Das Objekt wurde am 30. März 1835 von John Herschel entdeckt.

## NGC 3175-Gruppe (LGG 189)
| Galaxie   | Alternativname | Entfernung/Mio. Lj |
| --------- | -------------- | ------------------ |
| NGC 3175  | PGC 29892      | 40                 |
| NGC 3113  | PGC 29216      | 39                 |
| NGC 3125  | PGC 29366      | 40                 |
| NGC 3137  | PGC 29530      | 40                 |
| PGC 29166 | ESO 499-037    | 33                 |